# Futaleufú (Cile)
Futaleufú è un comune del Cile, dal 2009 capoluogo della provincia di Palena nella Regione di Los Lagos. Al censimento del 2002 possedeva una popolazione di 1.826 abitanti.

## Società

### Evoluzione demografica
| Censimento del 1992 | Censimento del 2002 |
| 1.735 ab.           | 1.826 ab.           |